# Malacoctenus macropus
Malacoctenus macropus är en fiskart som först beskrevs av Poey, 1868.  Malacoctenus macropus ingår i släktet Malacoctenus och familjen Labrisomidae. IUCN kategoriserar arten globalt som livskraftig. Inga underarter finns listade i Catalogue of Life.